# Boris Kagarlitsky
Boris Kagarlitsky (en russe : Борис Юльевич Кагарлицкий), né le 29 août 1958 à Moscou, est un philosophe politique et sociologue marxiste russe qui a été un dissident politique en ancienne Union soviétique. 
Il est associé du Transnational Institute. Kagarlitsky gère une chaîne YouTube, Rabkor, associée à son journal en ligne du même nom. Connu pour son engagement contre la guerre en Ukraine, il refuse de s'exiler et continue de militer en Russie même lorsque les autorités le qualifient « d'agent étranger » en 2022. Il est condamné en 2024 à cinq ans de prison pour « justification du terrorisme » ukrainien.

## Activité politique
Boris Kagarlitsky est le fils du critique littéraire et théâtral Iouli (Julius) Kagarlitsky et de la traductrice de littérature anglaise Raïsa Nikolaïevna Pomerantseva. Dans les années 1970, il fait des études de critique littéraire à l'institut d'État Lounacharsky pour les arts du théâtre (GITIS, aujourd'hui Académie russe des arts du théâtre) où son père est enseignant, avant d'être expulsé pour des activités dissidentes en 1980, il travaille ensuite comme facteur.
Il s'intéresse à la lecture de littérature marxiste peu orthodoxe, interdite en URSS, en particulier Herbert Marcuse. Il est également noté que dans sa jeunesse, ses opinions politiques étaient fortement influencées par le livre de G. G. Vodolazov, publié en 1969, « De Tchernychevski à Plekhanov (sur les caractéristiques de la pensée socialiste en Russie) ».
Il dirige de 1978 à 1982 la revue samizdat « Левый поворот » (Levy povorot, en français « Virage à gauche », rebaptisée plus tard « Социализм и будущее » Sotsializm i boudouchtchéé, « Socialisme et Avenir »), et contribue au journal samizdat « Варианты » (Varianty, « Variants ») pendant la même période, ce qui conduit à son arrestation pour « activités anti-soviétiques » en 1982. Il est gracié et libéré en 1983.
En 1995, il soutient sa thèse pour le diplôme de Candidat en sciences politiques l'Institut des sciences politiques comparées et des problèmes du mouvement ouvrier de l'Académie des sciences de Russie, sous la direction du Docteur en économie, le professeur S. V. Pronine sur le sujet « Politique syndicale et conflits industriels en Russie (années 1990) » (spécialité 23.00.02 — institutions politiques, processus et technologies).
Kagarlitsky est directeur de l'Institut d'études sur la mondialisation et des mouvements sociaux (IGSO) et rédacteur en chef du trimestriel « Левая политика » (Levaya politika, « Politique de gauche »). Il est également maitre de conférences à l'École supérieure des sciences sociales et économiques (en) de Moscou (plus connue sous sa forme abrégée Шанинка, Shaninka).
Il est également rédacteur en chef de la publication en ligne Rabkor et l'un des auteurs de la chaîne YouTube du même nom. Rabkor a été fondée par l'équipe de l'IGSO en 2008.
Le 29 septembre 2021, il est arrêté pour avoir relayé sur Facebook un appel du Parti communiste de la fédération de Russie à participer aux manifestations qui ont eu lieu les 20 et 25 septembre 2021 contre la falsification des résultats des élections à la Douma d'État, et a été arrêté pendant 10 jours pour l'organisation d'un rassemblement non autorisé
Le 24 février 2022, après l'invasion de l'Ukraine par la Russie, il condamne la guerre et prédit la défaite de la Russie et des conséquences économiques et sociales catastrophiques,.
Kagarlitsky est signataire du « Manifeste de la Coalition des socialistes contre la guerre » publié le 4 mars 2022 sur le site Rabkor, texte qui est traduit et publié (en français) dans la Revue Ballast et LeftEast (en anglais). Sur YouTube, il publie une vidéo contre la guerre qu'il ne supprime pas malgré les risques de poursuites.
Le 6 mai 2022, le ministère russe de la Justice ajoute Kagarlitsky à la liste des médias classés « agents étrangers ».
Le 25 juillet 2023, le Service fédéral de sécurité de la Russie (FSB) lance une procédure pénale contre Kagarlitsky sous le chef d'accusation de justification du terrorisme, il encourt entre cinq à sept ans de prison. Le 26 juillet 2023, il est arrêté dans le cadre d'une répression plus large contre les voix critiques de l'invasion russe de l'Ukraine. Il est conduit à Syktyvkar, en république des Komis (1 300 km au nord-est de Moscou) où le tribunal décide de le placer en détention préventive. Dans une lettre parue le 16 août, il confirme se trouver en république des Komis.
Lors d'une conférence de presse le 30 juillet, le président russe, Vladimir Poutine, affirme ignorer où se trouvent Kagarlitsky et la metteuse en scène Zhenya Berkovitch (en), récemment arrêtée et accusée elle aussi de justification du terrorisme, déclarant « c'est la première fois que j'entends ces noms et je ne comprends pas vraiment ce qu'ils ont fait ni ce qui leur a été fait ».
Boris Kagarlitsky est condamné à une amende de 6 000 € en décembre 2023, puis condamné en appel début février 2024 à 5 ans de prison ferme par un tribunal militaire près de Moscou. Il est accusé de « justifier le terrorisme » en raison d'une vidéo dans laquelle il explique que l’attaque du pont de Crimée par l'armée ukrainienne peut être comprise d’un point de vue militaire.
Après son arrestation en 2023, le Comité de solidarité Kagarlitsky s'est formé dans le but de lancer un appel international pour sa libération. Cet appel a e'te signé par des personnalités publiques et politiques du monde entier : Jean-Luc Mélenchon, Jeremy Corbyn, Slavoj Žižek, la militante Pussy Riot Nadya Tolokonnikova et bien d'autres.